# 青森県道200号米山菖蒲川線
青森県道200号米山菖蒲川線（あおもりけんどう200ごう よねやましょうぶかわせん）は、青森県つがる市から北津軽郡鶴田町に至る一般道路である。

## 概要
つがる市森田町の青森県道132号十腰内陸奥森田停車場線交点から東へ分岐し、約200 mで鶴田町に入る。弘前市との境界付近を進み、廻堰大溜池（津軽富士見湖）の北側を通り、岩木川を渡ってすぐに国道339号交点（終点）に至る。
また、毎年8月16日の夜実施される津軽富士見湖花火大会開催時には、津軽富士見湖周辺で一方通行や通行止めなどの交通規制が敷かれる。

### 路線データ
- 起点：北津軽郡鶴田町大字妙堂崎字米山[1]（国道4号交点）
- 終点：北津軽郡鶴田町大字菖蒲川[1]（国道339号・青森県道240号鶴泊停車場線交点）

## 歴史
- 1973年（昭和48年）7月10日 - 県道に認定される[1]。
- 2005年（平成17年）10月27日 - 鶴田町妙堂崎地内（米山工区）で道路拡幅工事が完成した[2]。
- 2020年（令和2年）12月19日 - 岩木川に架かる保安橋の架け替え工事が完了し、開通[3]。

## 地理

### 交差する道路
- 青森県道132号十腰内陸奥森田停車場線（起点）
- 青森県道153号山田鶴田線（北津軽郡鶴田町廻堰）
- 青森県道37号弘前柏線（北津軽郡鶴田町野木）
- 国道339号・青森県道240号鶴泊停車場線（終点）

### 周辺の施設
- 富士見湖パーク
  - 津軽富士見湖
  - 丹頂鶴自然公園
- 高山
- 廻堰郵便局
- 白山姫神社
- 保安橋
- 菖蒲川簡易郵便局